# 2U (пісня)
«2U» (співзвучно із «To you» укр. Тобі) — пісня французького ді-джея Девіда Гетти за участі канадського співака Джастіна Бібера зі студійного альбому Гетти 7. Випущена 9 червня 2017 року.

## Створення
Тринадцятисекундний тизер пісні був знятий моделями Victoria's Secret Ельзою Госк, Жасмин Тукс, Ромі Стрейд та Сарою Сампайо. Обкладинку пісні Гетта показав 8 червня 2017 року. Гетта сказав на MTV, що пісня «просто дуже романтична».
«2U» стала третім синглом для Бібера у 2017 році, після «I'm the One» і «Despacito», які очолили американський чарт Billboard Hot 100 та чарти інших країн.

## Музичне відео
Гетта повідомив, що для пісні буде знято два музичні кліпи; версію Victoria Secret та іншу версію, яку він називає «не брендованою». У першій версії знялися моделі Victoria Secret Сара Сампайо, Ромі Стрейд, Ельза Госк, Жасмин Тукс, Стелла Максвелл та Марта Гант під час фотосесії для бренду жіночої білизни. Друге музичне відео було випущено 29 вересня 2017 року на YouTube.

## Трек-лист
- Цифрове завантаження[15]

1. «2U» — 3:15

- Цифрове завантаження — ремікс Робіна Шульца[16]

1. «2U» (Robin Schulz remix) — 5:21

- Цифрове завантаження — ремікс GLOWINTHEDARK[en][17]

1. «2U» (GLOWINTHEDARK remix) — 3:30

- Цифрове завантаження — ремікс MORTEN[en][18]

1. «2U» (MORTEN remix) — 3:49

- Цифрове завантаження — ремікс Афроджека[19]

1. «2U» (Afrojack remix) — 4:24

- Цифрове завантаження — ремікс R3hab[20]

1. «2U» (R3hab remix) — 2:36

- Цифрове завантаження — ремікс FRNDS[21]

1. «2U» (FRNDS remix) — 3:09

## Автори
Інформацію про команду, що працювала над піснею отримано із сервісу Tidal.
- Девід Гетта — автор пісні, продюсер
- Джастін Бібер — автор пісні
- Джейсон «Poo Bear» Бойд — автор пісні, вокальне виробництво
- Джорджо Таінфорт — автор пісні, продюсер, піаніст
- Даніель «Cesqeaux» Тупарія — додатковий продюсер і програмування
- Daddy's Groove[en] — інженер мастерингу, зведення
- Генрі Сарм'єнто III — інженер
- Кріс «TEK» О'Раян — вокодер, запис
- The Pianoman[en] — ток-бокс
- Monsieur Georges — ток-бокс
- Джош Гудвін — запис

## Чарти
| Чарт (2017)                                  | Найвища позиція |
| -------------------------------------------- | --------------- |
| Аргентина (Monitor Latino)                   | 12              |
| Аргентина Anglo (Monitor Latino)             | 3               |
| Австралія (ARIA)                             | 2               |
| Австралія Dance (ARIA)                       | 1               |
| Австрія (Ö3 Austria Top 75)                  | 2               |
| Бельгія (Ultratop Flanders)                  | 3               |
| Belgium Dance (Ultratop Flanders)            | 8               |
| Бельгія (Ultratop Wallonia)                  | 8               |
| Канада (Canadian Hot 100)                    | 4               |
| Колумбія (National-Report)                   | 43              |
| Чехія (IFPI)                                 | 27              |
| Чехія (Singles Digitál Top 100)              | 2               |
| Данія (Tracklisten)                          | 2               |
| Еквадор Anglo (Monitor Latino)               | 5               |
| Фінляндія (Suomen virallinen lista)          | 3               |
| Франція (SNEP)                               | 3               |
| Німеччина (Official German Charts)           | 3               |
| Угорщина (Dance Top 40)                      | 27              |
| Угорщина (Rádiós Top 40)                     | 15              |
| Угорщина (Single Top 40)                     | 3               |
| Угорщина (Stream Top 40)                     | 2               |
| Ірландія (IRMA)                              | 5               |
| Ізраїль (Media Forest)                       | 6               |
| Італія (FIMI)                                | 9               |
| Японія (Japan Hot 100)                       | 29              |
| Японія Hot Overseas (Billboard)              | 6               |
| Японія Radio Songs (Billboard)               | 26              |
| Латвія (Latvijas Top 40)                     | 3               |
| Ліван (Lebanese Top 20)                      | 2               |
| Литва (M-1 Top 40)                           | 1               |
| Малайзія (RIM)                               | 3               |
| Мексика (AMPROFON)                           | 19              |
| Нідерланди (Dutch Top 40)                    | 2               |
| Netherlands (Mega Top 50)                    | 4               |
| Нідерланди (Mega Single Top 100)             | 5               |
| Нідерланди (Dutch Dance Top 30)              | 1               |
| Нова Зеландія (Recorded Music NZ)            | 4               |
| Норвегія (VG-lista)                          | 2               |
| Панама Anglo (Monitor Latino)                | 6               |
| Парагвай (Monitor Latino)                    | 11              |
| Філіппіни (Philippine Hot 100)               | 19              |
| Польща (Polish Airplay Top 100)              | 13              |
| Португалія (AFP)                             | 2               |
| Шотландія (Official Charts Company)          | 4               |
| Словаччина (IFPI)                            | 48              |
| Словаччина (Singles Digitál Top 100)         | 3               |
| Словенія (SloTop50)                          | 20              |
| Іспанія (PROMUSICAE)                         | 4               |
| Швеція (Sverigetopplistan)                   | 2               |
| Швейцарія (Media Control AG)                 | 2               |
| Туреччина (Number One Top 40)                | 20              |
| Велика Британія (Official Charts Company)    | 5               |
| США (Billboard Hot 100)                      | 16              |
| США (Adult Top 40) (Billboard)               | 25              |
| США (Hot Dance Club Songs) (Billboard)       | 5               |
| США (Hot Dance/Electronic Songs) (Billboard) | 4               |
| США (Mainstream Top 40) (Billboard)          | 15              |
| США (Rhythmic) (Billboard)                   | 19              |
| Венесуела Anglo (Monitor Latino)             | 8               |

## Сертифікації
| Регіон | Сертифікація | Продажі |
| --- | ------------ | ------- |
| Австралія (ARIA) | Платиновий   | 70,000  |
| Бельгія (BEA) | Золотий      | 15,000  |
| Данія (IFPI Denmark) | Золотий      | 15,000  |
| Італія (FIMI) | Платиновий   | 50 000  |
| Нова Зеландія (RIANZ) | Золотий      | 15,000  |
| Велика Британія (BPI) | Срібний      | 200 000 |
| *продажі, що базуються лише на сертифікаціях · ^відвантаження, що базуються лише на сертифікаціях · продажі+прослуховування, що базуються лише на сертифікаціях |              |         |

## Історія випуску
| Регіон          | Дата          | Формат                 | Лейбл              | Прим.  |
| --------------- | ------------- | ---------------------- | ------------------ | ------ |
| Світ            | 9 червня 2017 | Цифрове завантаження   | What A Music       | [ 88 ] |
| Італія          | 9 червня 2017 | Contemporary hit radio | Warner Music Group | [ 89 ] |
| Велика Британія | 21 липня 2017 | Contemporary hit radio | Parlophone Records | [ 90 ] |